# Axel F
Axel F ist ein Instrumentalstück des deutschen Komponisten Harold Faltermeyer aus dem Jahr 1984 und ein Soundtrack zum Film Beverly Hills Cop. Stilistisch fällt es in den Bereich der Elektronischen Tanzmusik. Der Titel leitet sich vom Namen der Hauptfigur Axel Foley (gespielt von Eddie Murphy) ab.

## Entstehung und Veröffentlichung
Harold Faltermeyer spielte Axel F nach eigenen Angaben mit sechs Synthesizern ein: 
- Roland Jupiter 8 (Lead)
- Yamaha DX-7 (Marimba)
- Moog Modular 15 (Bass)
- Oberheim OB-8 (Bass)
- Linn Drum Computer (Schlagzeug)
- Roland TR-808 (Percussion).

Axel F wurde zunächst am 5. Dezember 1984 auf dem Soundtrackalbum zum Film und sodann am 18. März 1985 als Single veröffentlicht. Neben der Singleversion entstanden zunächst drei weitere Remix-Versionen, die „Extended Version“ (Remix: Louil Silas Jr.), der „London Mix“ (Remix: Harold Faltermeyer) und der „M&M Mix“ (Remix: John Morales und Sergio Munzibai). Das Instrumental ist auch als Bonustrack im Album Harold F. aus dem Jahr 1988 enthalten. Für Beverly Hills Cop III wurde von Nile Rodgers und Richard Hilton eine weitere Version angefertigt, die anstelle des Originals im Film zu hören war.

## Rezeption

### Preise
Im Jahr 1986 wurde das dazugehörige Album mit dem Grammy als Bestes Album mit Originalmusik geschrieben für einen Film oder ein Fernsehspecial ausgezeichnet.

### Verwendung in den Medien
Das Lied wird in dem Animationsfilm Monsters vs. Aliens vom Präsidenten der USA gespielt, bei dem vergeblichen Versuch, mit einer außerirdischen Robotersonde friedlichen Kontakt aufzunehmen. Dies parodiert die entsprechende Szene im Film Unheimliche Begegnung der dritten Art.

## Kommerzieller Erfolg

### Chartplatzierungen
Axel F gehört zu den erfolgreichsten Instrumentalaufnahmen im Bereich der Popmusik. Der Titel erreichte Platz 3 der Billboard Hot 100 sowie die Spitzenposition der „Billboard Hot Adult Contemporary Tracks“ und im Bereich „Billboard Hot Dance Music“. 
| ChartsChartplatzierungen       | Höchstplatzierung | Wochen/ Monate |
| ------------------------------ | ----------------- | -------------- |
| Deutschland (GfK)              | 2 (17 Wo.)        | 17 Wo.         |
| Österreich (Ö3)                | 4 (2 Mt.)         | 2 Mt.          |
| Schweiz (IFPI)                 | 2 (13 Wo.)        | 13 Wo.         |
| Vereinigte Staaten (Billboard) | 3 (19 Wo.)        | 19 Wo.         |
| Vereinigtes Königreich (OCC)   | 2 (23 Wo.)        | 23 Wo.         |

| ChartsJahrescharts (1985)      | Platzierung |
| ------------------------------ | ----------- |
| Deutschland (GfK)              | 13          |
| Schweiz (IFPI)                 | 15          |
| Vereinigte Staaten (Billboard) | 61          |
| Vereinigtes Königreich (OCC)   | 13          |

### Auszeichnungen für Musikverkäufe
| Land/Region                  | Auszeichnungen für Musikverkäufe (Land/Region, Auszeichnung, Verkäufe) | Verkäufe |
| ---------------------------- | ---------------------------------------------------------------------- | -------- |
| Kanada (MC)                  | Gold                                                                   | 50.000   |
| Vereinigtes Königreich (BPI) | Silber                                                                 | 250.000  |
| Insgesamt                    | 1× Silber · 1× Gold ·                                                  | 300.000  |

## Coverversionen

### Coverversion von Crazy Frog

#### Chartplatzierungen
| ChartsChartplatzierungen       | Höchstplatzierung | Wochen |
| ------------------------------ | ----------------- | ------ |
| Deutschland (GfK)              | 3 (23 Wo.)        | 23     |
| Österreich (Ö3)                | 2 (23 Wo.)        | 23     |
| Schweiz (IFPI)                 | 1 (42 Wo.)        | 42     |
| Vereinigte Staaten (Billboard) | 50 (7 Wo.)        | 7      |
| Vereinigtes Königreich (OCC)   | 1 (17 Wo.)        | 17     |

| ChartsJahrescharts (2005)    | Platzierung |
| ---------------------------- | ----------- |
| Deutschland (GfK)            | 28          |
| Österreich (Ö3)              | 17          |
| Schweiz (IFPI)               | 2           |
| Vereinigtes Königreich (OCC) | 3           |

#### Auszeichnungen für Musikverkäufe
| Land/Region                  | Auszeichnungen für Musikverkäufe (Land/Region, Auszeichnung, Verkäufe) | Verkäufe  |
| ---------------------------- | ---------------------------------------------------------------------- | --------- |
| Australien (ARIA)            | 2× Platin                                                              | 140.000   |
| Belgien (BRMA)               | 2× Platin                                                              | 100.000   |
| Dänemark (IFPI)              | Gold (Physisch) · + Gold (Digital)                                     | 49.000    |
| Frankreich (SNEP)            | Diamant                                                                | 500.000   |
| Neuseeland (RMNZ)            | 2× Platin                                                              | 30.000    |
| Schweden (IFPI)              | Platin                                                                 | 20.000    |
| Schweiz (IFPI)               | Platin                                                                 | 40.000    |
| Vereinigte Staaten (RIAA)    | 2× Platin                                                              | 2.000.000 |
| Vereinigtes Königreich (BPI) | Platin                                                                 | 600.000   |
| Insgesamt                    | 1× Gold · 11× Platin · 1× Diamant ·                                    | 3.434.000 |

### Weitere Coverversionen
Vom Instrumentalstück existieren von Ed Starink zwei Coverversionen: Einmal mit Titel des Originals und einmal als The Future Mix. Des Weiteren wurde es von Key, The Ventures, Aventura (Perdi El Control), Crazy Frog, Ismail Miraux und Ron Rockwell als Coverversion veröffentlicht. Der südkoreanische Sänger und Rapper Psy verwendete Passagen (Samples) für seinen Song Champion.